# Elizabeth León Chinchay
Elizabeth León Chinchay (Lima, Perú, 23 de abril de 1966) es una ingeniera civil y política peruana. Postuló a la alcaldía de Lima por el Partido Frente de la Esperanza 2021 en las elecciones municipales de Lima de 2022, obteniendo el cuarto lugar, después de George Forsyth, Daniel Urresti y Rafael López-Aliaga, con casi 11% de votos válidos.

## Biografía
Elizabeth León nació el 23 de abril de 1966 en Lima. Estudió la carrera de Ingeniería Civil en la Universidad Nacional de Ingeniería (UNI). Posee dos maestrías: una en Hidráulica por la Universidad Nacional de Ingeniería y otra en Gestión de Riesgos y Desastres por el Centro de Altos Estudios Nacionales. Formó parte del FMI.

## Carrera política
Perteneció al Frente Independiente Moralizador y al Frente Esperanza, ambas agrupaciones fundadas por Fernando Olivera. Desde 2020 es miembro fundadora del Partido Frente de la Esperanza 2021 con el propósito de incluirse en las elecciones generales de Perú de 2021, pero no llegó a completar la inscripción. Fue candidata a la alcaldía de Lima Metropolitana en las elecciones municipales de Lima de 2022. De acuerdo a las últimas encuestas del 26 de septiembre de 2022, León subió del 1% al 3% en intención de voto. El 2 de octubre de 2022, el conteo rápido de Ipsos al 100% la ubicó en el cuarto lugar después de George Forsyth, Daniel Urresti y Rafael López Aliaga, con un 10.3% de votos en total. De acuerdo a la ONPE, León obtuvo cerca de 600 mil votos a nivel Lima Metropolitana.

## Controversias
Su propuesta de empadronar a venezolanos fue tomada por la prensa local como «xenófoba». León negó dicha acusación y afirmó que esta medida es para quienes han ingresado al país con el permiso temporal de trabajo, con una ficha y declaración jurada, aclaró que esta política también es válida, sin embargo enfatizó que bajo dicha modalidad han entrado extranjeros a delinquir y que es por este motivo que hay un incremento de inseguridad. «El INEI no tiene censados a estos ciudadanos, entonces nosotros sí tenemos que incluirlos porque van a recibir los servicios que le he mencionado dentro de nuestro territorio. Cada distrito debe saber cuántos habitantes venezolanos tienen», declaró a Infobae.